# Кератеа
Кератеа (грец. Κερατέα) — місто в Східній Аттиці. Після прийняття 2010 року нової адміністративної реформи, згідно з Програмою «Каллікратіс», Кератеа належить муніципалітету Лавреотікі.
Розташована на відстані 41 км від Афін, на південь від Міжнародного аеропорту «Елефтеріос Венізелос» та Аттікі-Одос. Автомобільні шляхи сполучають Кератею із Гліка-Нера та Суніоном.

## Населення
| Рік  | Населення | Муніципалітет |
| ---- | --------- | ------------- |
| 1981 | 7,511     | —             |
| 1991 | 6,512     | 9,715         |
| 2001 | 7,472     | 11,205        |

## Історія
Згідно з даними археологічних досліджень, перше місто на території сучасної Кератеї існувало в період між 700 та 500 роками до н. е. Внаслідок вторгнення герулів місто спустіло і впродовж десятків майбутніх століть залишалося незаселеним.
Сучасне місто розвивається від початку 20 століття. В 1950-1960-х роках основу економіки становило сільське господарство. Пізніше, із бурхливим розростанням Афін, Кератеа стала передмістям, частиною Великих Афін. Від 1980-х років триває зведення заміських будинків та садиб. Тоді ж побудована гілка Аттичної залізниці між Кіфісією та Лавріоном, яка сполучила Кератею зі столицею.
Наприкінці 2010 року уряд Греції ухвалив рішення побудувати звалище в районі Кератеї Овріокастро. Мешканці міста впродовж кількох місяців виступають з протестами проти цього рішення, які інколи переходять у зіткнення із поліцією. 15 квітня 2011 року містяни вночі викопали впоперек автодороги двометрову траншею, таким чином, відрізавши автомобільне сполучення від міста та Лавріону.